# 佐藤保 (政治運動家)
佐藤 保（さとう たもつ、1928年 - ）は、日本の政治運動家、社会運動家。

## 経歴
大分県に生まれる。1945年福岡県中学修猷館を第4学年卒業し、工業専門学校を経て、1953年九州大学経済学部を卒業。1958年九州大学大学院経済学研究科を修了。大学院では向坂逸郎教授のもとでマルクス経済学を研究し、向坂が中心となって発足した社会主義協会九州支部（後に支局）の事務も行った。
大学院在学中の1957年から総評本部に勤務し、1965年社会主義協会全国オルグとなり、1967年同事務局長を経て、1998年同代表に就任する。

## KGBとの繋がり
1979年にソ連から米国へ亡命した、元KGBのスパイであるスタニスラフ・レフチェンコの証言により、佐藤は「アトス(ATOS)」というコードネームを持つKGBのエージェント（協力者）であったとされた。

## 著書
- 『平和革命と労働者階級』（社会主義協会、1974年）
- 『社会主義への道と統一戦線』（社会主義協会出版局、1980年）